# Russafa (metropolitana di Valencia)
Russafa è una stazione della linea 10 di Metrovalencia, inaugurata il 17 maggio 2022 con il resto della linea.

## Accessibilità
La stazione è divisa su due piani sotterranei, unico caso per la linea 10 ed è ubicata in Av. del Reino de Valencia, nel quartiere Russafa del distretto Eixample di Valencia.
Dispone di accessibilità per persone con disabilità fisiche, visive e uditive con scale, scale mobili, un comodo accesso dalla strada alla pensilina e un citofono per contattare il centralino di Metrovalencia, con cui è possibile ricevere assistenza dal personale dell'azienda.

## Interscambi
EMT:
- Linea 6
- Linea 14
- Linea 19
- Linea 35